# Rosalbino Santoro
Rosalbino Santoro (Fuscaldo, 15 de maio de 1858  — Fuscaldo, 1942) foi um pintor e professor italiano. Radicou-se no Brasil, país onde ganhou notoriedade, em especial por suas paisagens brasileiras.
Realizou incursões pelo interior do Sudeste para retratar a vida no campo brasileiro. Atualmente, suas obras estão expostas na sessão de abertura do MAR (Museu de Arte do Rio), na qual demonstra as paisagens já retratadas da região.

## Biografia
Nasceu em Fuscaldo, na Itália, filho de Salvatore Santoro e primo dos pintores Rubens e Francesco Raffaele Santoro e do arquiteto Filinto Santoro. Indica-se normalmente que teria nascido em 1858, mas há controvérsias sobre a data, que varia de 1857 a 1963. Embora tenha sido um pintor, inicialmente, seus pais desejavam que fosse padre, pelas características de bondade e humildade. No entanto, Rosalbino quis estudar pintura e desenho. Em 1878, Castiglione, titular na Academia de Belas Artes de Nápoles, o recomendou como possível aluno à escola napolitana de pintura. O jovem artista foi aprovado recebendo a menção honrosa: "ensaio de desenho", notabilizando-se no rápido progresso da figura e da paisagem. Rosalbino Santoro se forma e recebe o diploma de "professor de desenho" pela Academia de Belas Artes de Nápoles em 1883, porém já participava como paisagista em mosteiros em Nápoles e Roma. Em 1881, esteve presente na Mostra Nacional de Milão com quatro obras autorais: Bagni di Guardia Piemontese, Marina di Mergellina, Pagliali di Allogio, Le due Amiche todas julgadas "louváveis" pela equipe "Itália Artística" de Florença.
Entre os anos de 1881 e 1883 realizou exposições em Veneza, diversas vezes em Nápoles e na Academia de Brera, de Milão, em Veneza e em Nápoles. Na Mostra Artística do Consórcio Provincial de Cosenza, apresentou as obras: Vallone di Rovito, Bagni della Marina di Fuscaldo e Costume albanese.
No final de 1883, decidiu partir ao Brasil, aproveitando o fluxo imigratório de alguns de seus parentes. Seu primeiro destino foi, na época, a capital, Rio de Janeiro. Logo na chegada, já começa seus trabalhos com pintura e, algumas semanas depois, expõe em um salão da Rua do Ouvidor, duas de suas paisagens: Cais da Glória e Terraço do Passeio Público.
Até 1887, Rosalbino Santoro expôs em diversas sedes privadas e públicas no Rio de Janeiro. Neste mesmo ano, se muda para cidade de São Paulo e depois de suas obras serem reconhecidas em jornais e por críticos, se tornou professor de desenho no Liceu de Artes e Ofícios e em seguida foi nomeado diretor.
No ano de 1900, Santoro se muda para Taubaté. Na cidade, passou a ter contato mais íntimo com as lavouras de café, as quais retratou para documentar o cenário agrícola brasileiro. Este período perdurou até 1919, quando o artista retorna ao seu país de origem.

### No Rio de Janeiro
Chegou ao Brasil ao final de 1883 e logo se dedicou às obras Cais da Glória e Terraço do Passeio Público - ambas foram expostas no Salão da Rua do Ouvidor e, imediatamente, adquiridas, pelo Barão de Quartim, um apaixonado colecionador carioca. Também é dessa época o quadro que retrata a Pedra de Itapuca famosa formação rochosa localizada na praia de Icaraí, em Niteroi.
Em Petrópolis, convidado pelo Ministro Plenipotenciário da Itália no Brasil, realizou uma grande mostra, em uma das residências da família imperial e a aristocracia carioca. Foi elogiado pelo Imperador Dom Pedro II e por sua esposa, a Imperatriz Teresa Cristina de Bourbon. No entanto, mesmo com as glórias no Rio de Janeiro, em 1885 requereu ao governo do Império, nomeação para reger interinamente as aulas de Paisagem na Academia Imperial de Belas Artes, que ficaram vagas após o pedido de demissão de Georg Grimm, e teve sua solicitação indeferida. Há especulações que Rosalbino tenha conquistado, por um período curto, a cadeira na Academia Imperial de Belas Artes e que teria sido substituído pelos irmãos artistas Rodolfo Bernadelli e Henrique Bernadelli que após uma estadia de 8 anos na Itália estudando arte, ocuparam o posto ansiado por Santoro. Os registros que comprovam desapareceram.
Na mesma época que recebeu diversas críticas e aparições em jornais sobre a exposição de suas obras no salão A Glace Élágante em 1885, contraiu Febre Amarela, resultando numa dificuldade em lidar com as críticas e com a doença simultaneamente.
Mesmo depois de se mudar par São Paulo, ainda participou da Exposição Nacional de Belas Artes (Enba), no Rio de Janeiro, de 1898 com a obra Desfolha do Milho, uma obra que retrata o também gosto rural do pintor, na qual se vê ao fundo um paiol e à frente um grupo de desfolhadores.
Além do trabalhos já citados, reafirmam sua condição de artista conceituado duas marinhas, pintadas no melhor estilo napolitano, adquiridas em 1975 pela Prefeitura da cidade do Rio de Janeiro, que levam os seguintes títulos: Vista da Glória tomada da Igreja de Santa Luzia e Vista da Igreja de Santa Luzia tomada da Praia do Flamengo.

### Em São Paulo
Em 1887 transferiu-se para São Paulo. A cidade era famosa por dar mais oportunidades e abertura aos recém-chegados, isso porque atravessava dois importantes processos: vivia o boom do café, a área urbana crescia de forma esmagadora e o Brasil estava a um passo da Proclamação da República. No ano que Rosalbino Santoro chega em São Paulo, a cidade contava com 60 mil habitantes e, 10 anos depois, o número salta para 200 mil habitantes. Assim que chegou à cidade, já se destacou com a exposição instalada na Rua São Bento, no coração de São Paulo. Seu ateliê era localizado na Rua 15 de Novembro no edifício da "Companhia Mecânica", uma indústria fundada por Alessandro Siciliano, um imigrante italiano.
Desde sua chegada até 1895, lecionou desenho e esteve à frente do Liceu de Artes e Ofícios. Recebendo, críticas e análises de suas obras em diversos jornais locais e ainda grande público que as apreciasse, foi nomeado diretor por Leôncio de Carvalho, fundador da escola e na presença de Antônio de Queirós Teles. Após os diversos compromissos que assumiu no estado e na cidade de São Paulo, a direção foi passada para Ramos de Azevedo.
No período que ainda atua como professor, passou também a percorrer o interior da Província (depois Estado) para, a exemplo e, diversas vezes, na companhia de Antonio Ferrigno pintar as grandes fazendas de café, por encomenda de seus donos, ou vender seus quadros para as pessoas abonadas das cidades por onde passava. Esta apreciação pela ruralidade, o fez morar por algum tempo na cidade de Taubaté.
Na capital paulista, também se preocupou com algumas problemáticas que surgiram na grande imigração italiana que São Paulo recebia no período. Juntamente com alguns outros artistas italianos, em 1889, construiu um monumento funerário em homenagem à Líbero Badaró, também italiano. O artista instituiu, em 1890, as casas de resgate e repatriamento para viúvas e crianças pobres italianas. Em 1892, presidiu o comitê organizador da celebração do IV Centenário de Descoberta da América. Entre 1892 e 1897, foi presidente da Società Italiana di Beneficienza que atuava no Brasil e assim contribui para construção e manutenção do Hospital Umberto I.
O artista se mudou para a cidade do Vale do Paraíba em 1900, o principal motivo que o levou foi a oportunidade de observar mais de perto as lavouras de café, já que era aquela a região que concentrava a produção cafeeira. Enquanto esteve lá, se hospedou na casa da então futura pintora, de 15 anos e filha de um fazendeiro, Georgina de Albuquerque. Santoro ensinava à Georgina, em aulas particulares, técnicas de desenho e pintura.
Em Taubaté, o artista permanece por cerca de 20 anos, porém retornou a São Paulo para exposições pessoais. Sobre seu período na cidade, as atividades não se limitavam à pintura. Rosalbino também era proprietário de uma empresa para materiais de construção civil, junto com um de seus irmãos. Além dessa função, também era agente do consulado italiano. Desta forma, como já era de costume quando chegou no Rio de Janeiro e depois em São Paulo, se dedicou à comunidade italiana local, promovendo cultura e ativismo político, por isso, se tornou membro da Società Italiana di Mutuo Soccorso Principe di Napoli, atuante na cidade. Santoro também era responsável por diversos discursos oficiais da entidade. O cuidado com a comunidade italiana ajudavam. A rememoração da cultura e vivência italiana era frequente: em setembro de 1905, quando um terremoto devastou as regiões de Vibonese e Catanzarese, regiões da Calábria, em respeito e luto, Santoro suspendeu as festividades da instituição.
Em depoimento a Angione Costa assim descreveu Georgina o seu mestre e como se tornou sua aluna:
| “ | Minha mãe, que era um espírito muito inteligente e muito lúcido, cedo compreendeu o meu pendor pela pintura e, na proporção que as circunstâncias permitiam, tudo facilitava para o seu desenvolvimento e perfeição. Era ainda uma criança quando surgiu por ali, procurando no seio carinhoso da terra moça refúgio a achaques que lhe combaliam a saúde, um pintor italiano, Rosalvino (sic) Santoro. Guardo impressão amável desse primeiro desbravador da minha tendência pictórica. Era um italiano bom, um tanto seco porque a moléstia lhe crestara a alegria e dera-lhe uns tons de acentuado amargor. Não queria pintar. O seu estado, mesmo, não lhe permitia pintar. Minha mãe começou a solicitar-lhe as lições que me desejava proporcionar. Santoro resistia. Mas, em virtude da própria moléstia, Santoro necessitava de um ambiente de família e foi em nossa casa que passou horas melhores, recebendo o trato, respeitoso e carinhosíssimo, que é tradicional na velha família brasileira. O que não conseguiu o dinheiro, nem as outras vantagens oferecidas, obteve o carinho do lar dos meus pais, o remédio caseiro que minha mãe preparava, o doce e a sobremesa de frutas que a mucama conduzia. Santoro, quando percebeu, estava meu mestre, o primeiro que tive em pintura. | ” |

### Retorno à Itália
No ano de 1919, Santoro decide retornar à Itália, depois de 36 anos, sem interrupção, como imigrante. Ele se tornou um ítalo-brasileiro. Ao retomar a vida de artista na Itália, viveu um tempo em Florença mas escolheu se mudar para Roma, instalando seu ateliê na Rua de Greci nº45, entre as ruas Corso e Babuino, na região de Piazza del Popolo e Tri-nità dei Monti.
Em 2 de junho de 1923, realizou, no ateliê em Roma, uma mostra com suas obras que havia levado do Brasil, pouco mais de 40 telas que representavam as lavouras cafeeiras do Brasil e as paisagens rurais. Na mesma exposição, também exibiu 4 telas de paisagens marinhas de Fuscaldo, para mostrar sua relação com os dois países.
Em 1924, Rosalbino Santoro enviou duas obras de paisagens navais de Fuscaldo para a terceira edição da Bienal de Arte Moderna da província Reggio Calabria, o curador era Alfonso Frangipane.
No dia 1º de maio de 1926, o pintor realiza sua última mostra individual. Diferente de 1923, esta exposição aconteceu na Rua Margutta, o famoso caminho artístico de Roma, para onde Santoro realocou seu ateliê.

### Últimos momentos
Rosalbino Santoro, em 1926, já está com quase 70 anos. Finalmente, em suas últimas exposições na Itália, pôde contar com uma plateia de respeito que reconhecia seu trabalho no país onde nasceu. Alguns nomes como: Pietro Fedele (Ministro da Educação), Michele Romano (ex-ministro da Educação), Alfredo Baccelli (poeta e escritor), Arduino Colasanti (historiador).
Este é o reconhecimento nos últimos momentos da carreira de 50 anos que começou em Nápoles e cruzou o Atlântico até o Rio de Janeiro, chegando à cidade de São Paulo, à Taubaté e se despedindo em Roma, onde o artista desfrutou do patrimônio artístico e cultural cultivado.
Satisfeito com o resultado de sua vívida trajetória, Rosalbino decide retornar para o seu conforto, o local de nascimento, Fuscaldo. Em 1942, quanto estava com 84 anos, morre na casa que fora de seu pai, Salvatore, localizada no vilarejo de Rupe, com vista para o Mar Tirreno.

## Obra

### Estilo
Desde o início da carreira, ainda na Itália, Rosalbino Santoro já demonstrava afeição ao paisagismo. Retratou algumas cenas do Porto de Nápoles, evidenciando seu talento para obras da temática "marinha", as qualidades encontradas nestas obras "de praia" foram aprendidas na Academia de Belas Artes de Nápoles, principalmente se o olhar for debruçado pelas cores, formas e na composição dos elementos à beira mar. A preocupação em simbolizar as relações de trabalho já eram presentes. Frequentemente, Rosalbino atentava-se para o movimento dos pescadores nos portos.  Este estilo é trazido ao Rio de Janeiro, nas primeiras obras expostas também apresentou as italianas. Quando finaliza Cais da Glória em 1883, por exemplo, seu estilo é fortemente descritivo na paisagem e as obras seguintes têm um teor "fotográfico", isto é, retratam exatamente o que podia se enxergar. O mesmo caráter pode ser observado em Terraço do Passeio Público (1884). Embora paisagista, em 1895 realizou um retrato, que chamou de Dama com Flores.
Ainda quando habitava o Rio de Janeiro, Rosalbino já cruzava o interior paulista para retratar os curiosos refúgios de fazendas, por diversas vezes, a pedidos dos senhores. No entanto, na grande estadia por São Paulo, Rosalbino Santoro e Antonio Ferrigno se inspiravam fortemente na vida agrícola para compor suas obras, ambos reconhecidos como "artistas itinerantes". Esta trajetória é relevante para a historicidade da cultura paulista, uma vez que as obras são de valor documental, inclusive sobre o perfil do trabalho nas lavouras. As marinas são praticamente abandonadas e darão espaço para o cenário rural em predominância.
A partir das pinturas de fazenda, as paisagens sofrem uma alteração no estilo. Ocorre uma transição do fotográfico para o divertido e jocoso. A abordagem para retratar os lavradores italianos passa a ser sintética, substituindo a exatidão do estilo anterior. Mesmo com as variações, suas obras não eram compostas de grandes contrastes "claro-escuro" em nenhuma das fases. O pintor era capaz de combinar elementos da paisagem à cores específicas que resultavam em obras serenas. A maior parte de seus quadros está exposta ainda nas fazendas, sendo difícil criticar e analisar a coletânea completa.
Ainda tem relatos de uma solitária obra religiosa, a Coroação de Nossa Senhora Aparecida, datada de 1907. Dois anos depois, a grande pintura foi exposta no Santuário de Nossa Senhora Aparecida. Atualmente, se encontra no Museu do Santuário.
Quando retornou à Roma, influenciado pelo fascismo que a Itália atravessava, voltou à pintura das paisagens, reabilitando o seu "classicismo" que até foi ameaçado pelos movimentos modernistas e de vanguardistas. No entanto, ainda é um artista do Ottocento, já que a sua primeira formação acadêmica, artística e cultural aconteceu neste período, ainda que tenha sido fortemente expressivo na transição para o século XX. É no século XIX que Rosalbino encontra pertencimento, embora tenha vivenciado os períodos turbulentos no século XX que poderiam ter influenciado suas obras.

### As obras para a imprensa
Em 1885, apresentou suas obras no salão A Glace Élégante. Foi criticado ironicamente pelo escritor Artur de Azevedo no Diário de Notícias mas também teve a exposição apreciada pelo Jornal do Comércio.
Rosalbino Santoro apresenta desde cedo suas obras, isto ainda na Itália. Na sua carreira, são documentadas um pouco mais de uma dezena de participações em exposições coletivas. Nas individuais, duas são datadas na cidade de São Paulo. A primeira delas, em 1903, quando o pintor retorna de Taubaté para trabalhar na mostra, recebeu a cobertura dos jornais Correio Paulistano e O Estado de São Paulo. Os jornais italianos mais relevantes também acompanharam a mostra, depois repercutiram o sucesso e as boas vendas das pinturas da vida agrícola e das fazendas. Na segunda exposição individual, em 1906, uma grande coletânea de 25 obras estava em exibição, recebendo a visita do então futuro presidente brasileiro, Washington Luís. Desta vez, a cobertura foi do Diário Popular que dá destaque, especialmente, para o quadro Remanso caracterizando a cidade Ribeirão Preto. Para a época, os bancos eram as grandes vitrines e assim as obras eram promovidas artisticamente.
Na exposição que realiza ao retornar à Itália, em 1923, no seu ateliê em Roma, recebe visitas da comunidade brasileira na Itália, como Peixoto Gomide, representando o Diário Popular e ainda dos italianos: Luigi Siciliani (escritor), Mario Furgiuele (deputado) e Francesco Sensi (membro do Partido Popular Cosentino). Nesta exposição, a cobertura é realizada sobretudo pela imprensa italiana e é levada aos jornais: Il Messaggero e Cronaca di Calabria. No Brasil, os jornais que destacam a nova mostra de Santoro são: Fanfulla (ítalo-brasileiro) e O Norte de Taubaté.
No ano de 1926, Rosalbino Santoro realiza a última exposição. Esta recebeu críticas positivas dos jornais Il Messaggero, Il Giornale d’Italia e Il Corriere d’Italia além do diário ítalo-brasileiro, Fanfulla.
Em 2000, na Avenida Paulista, a exposição "Café" foi organizada no Banco Real. Entre outros artistas brasileiros responsáveis por retratar o paisagismo do café tiveram suas obras expostas. Entre eles, Rosalbino Santoro. O jornal Estado de S. Paulo divulgou a mostra.

## Exposições documentadas

### Exposições coletivas
- Em 1881, Mostra Nazionale de Milano, Itália[3]
- Entre 1881 e 1883, expõe em Veneza, Itália[3]
- Em 1883, Exposição Artística do Congresso Agrário de Cosenza, Itália - Medalha de Prata[3]
- Em 1884, no Salão da Rua do Ouvidor, cidade do Rio de Janeiro[2]
- Em 1884, Palácio de Cristal, no Rio de Janeiro[4]
- Em 1885, no salão "A la Glace Élégante" na "Exposição de Indústria e Agricultura", Rio de Janeiro[3]
- Em 1887, na Rua São Bento, cidade de São Paulo[2]
- Em 1898, na Exposição Geral de Belas Artes, Rio de Janeiro, com a tela Vida de Fazenda
- Em 1904, no Banco Constructor, com seu compatriota Antonio Ferrigno, "Cenas de Fazenda", cidade de São Paulo[2]
- Em 1905, na mesma Exposição, com dois quadros intitulados Remanso e Tempestade
- Em 2000, no Banco Real da Avenida Paulista, exposição póstuma, "Café", cidade de São Paulo
- Em 2013, no MAR, cidade de Rio de Janeiro

### Exposições individuais
- Em 1903, no Banco Francês (Rua Direita), em São Paulo[2]
- Em 1906, no Banco de Crédito Real, em São Paulo[2]
- Em 1923, na Rua de Greci, nº 45, exposição com obras que levou do Brasil, Itália[2]
- Em 1926, na Rua Margutta, última exposição, Itália